# Resupinatus kavinii
Resupinatus kavinii är en svampart som först beskrevs av Albert Pilát, och fick sitt nu gällande namn av Meinhard (Michael) Moser 1978. Resupinatus kavinii ingår i släktet Resupinatus och familjen Tricholomataceae.   Inga underarter finns listade i Catalogue of Life.